# Fermín de la Quintana
Fermín de la Quintana (San Salvador de Jujuy, 9 de julio de 1793 - 13 de julio de 1853) fue un militar argentino, gobernador y capitán general de la provincia de Jujuy.

## Biografía
Fermín de la Quintana nació en San Salvador de Jujuy el 9 de julio de 1793, hijo del Comandante de Armas de Jujuy Manuel de la Quintana y de Rosa del Portal Frías.
En 1815 se sumó a las milicias de la Quebrada de Humahuaca participando de la lucha contra las invasiones realistas en el norte argentino.
Combatió en el combate de Severino el 5 de marzo de 1817 bajo el mando del coronel José Gabino de la Quintana resultando gravemente herido en uno de sus muslos. Conducido desde el lugar del combate hasta Campo Santo fue atendido por Mariano Gordaliza quien, pensando que dada su alta temperatura podría tener un principio de gangrena, lo derivó con urgencia a la ciudad de Salta, donde luego de recuperarse se reintegró a la lucha.
Por sus méritos el Director Supremo José Rondeau lo promovió el 27 de agosto de 1819 a capitán de la compañía del 2.º Escuadrón de Gauchos de la Quebrada de Jujuy. El 3 de junio de 1820 participó en el combate de Yala.
En junio de 1820 fue tomado prisionero junto a Ramón Alvarado durante los combates sostenidos contra el general realista Pedro Antonio Olañeta y liberado luego del armisticio.
El 24 de febrero de 1821 fue ascendido por el general Martín Miguel de Güemes a Sargento Mayor.
Ese mismo año, Fermín de la Quintana presidió el cabildo de Jujuy.
En 1823 fue designado inspector de la Aduana de Jujuy. Posteriormente fue nombrado coronel por el general Juan Antonio Álvarez de Arenales a quien acompañó en su campaña al Alto Perú de 1825, tras lo cual se reintegró a sus funciones administrativas hasta 1826.
El 19 de febrero de 1831 fue nombrado Teniente de Gobernador de Jujuy, hasta que la derrota unitaria en la Batalla de La Ciudadela (4 de noviembre de 1831) lo obligó a renunciar a su cargo el 11 de diciembre de 1831 y exiliarse en Bolivia.

### Autonomía
Tras regresar a su provincia, adhirió al movimiento autonomista provincial. 
Declarada la autonomía el 18 de noviembre de 1834 aprovechando el conflicto del gobernador salteño Pablo Latorre con el caudillo tucumano Alejandro Heredia, Jujuy inició negociaciones para obtener el reconocimiento de su autonomía.
Ante la negativa de Latorre, el 28 de noviembre de 1834 partió de Jujuy una división al mando de Fermín de la Quintana y Mariano Santibáñez, mientras que una segunda división al mando del gobernador delegado en lo militar coronel Eustaquio Medina marchaba para operar por Cobos sobre Salta.
El 30 de noviembre el gobernador provisorio de Jujuy José María Fascio, situado en Tres Cruces, recibió noticias de que la ciudad de Salta estaba escasamente defendida por lo que al día siguiente Quintana marchaba con doscientos hombres sobre la capital salteña mientras el comandante Juan de la Cruz Vidart avanzaba sobre Monterrico y Fascio retrocedía a Perico para organizar el resto de sus fuerzas y desplegar milicias en Humahuaca en previsión de una posible invasión por Iruya y Santa Victoria.
Ante la ofensiva, el 2 de diciembre la Legislatura de Salta reconoció la autonomía de Jujuy pero Fascio decidió continuar las operaciones hasta la caída de Latorre.
Pese a un primer choque en Monterrico favorable a los salteños, las fuerzas jujeñas aumentaron sus efectivos por lo que el 1 de diciembre Latorre fue derrocado y designado gobernador provisorio José María Saravia. Latorre seguía no obstante al frente de sus tropas enfrentando la invasión de las milicias de la provincia de Tucumán al mando del general Felipe Heredia.
El 11 de diciembre Quintana partió al frente de la vanguardia. El 13 de diciembre comandó el ala derecha en la Batalla de Castañares en la que Latorre fue derrotado, herido y hecho prisionero.
Tras la victoria el gobernador jujeño José María Fascio entró con su ejército en la ciudad de Salta, pretendiendo convertirse en árbitro de la situación en la vecina provincia, haciéndose nombrar gobernador de armas e imponiendo contribuciones forzosas a sus habitantes.

### Gobernador
El gobernador delegado en Jujuy Roque Alvarado reprobó las medidas adoptadas en Salta por Fascio, quien abandonado por todas las facciones se vio forzado a renunciar.
Quintana, quien había sido elegido representante de Rinconada ante la Junta General Constituyente de 1835 fue designado gobernador en el mes de marzo en reemplazo de Fascio.
Quintana aceptó el cargo por el término de un mes, considerado suficiente para que se aprobara el Estatuto Provincial y designara un gobernador propietario según el procedimiento que se estableciera. 
Demorada la aprobación de la constitución de la nueva provincia, Quintana renunció. El 7 de mayo la Legislatura trató su renuncia al cargo resolviendo no aceptarla.
Quintana, de antecedentes unitarios y antiguo emigrado, se encontraba rodeado de provincias controladas por gobiernos federales, sobre las cuales el gobernador tucumano Heredia pretendía ejercer su hegemonía. Heredia imputaba a Quintana negligencia sospechosa en sus funciones de gobierno por no haber sido capaz de impedir la entrada desde Bolivia del general unitario Javier López.
En junio y julio los gobernadores de Salta y Jujuy informaban a Heredia acerca de los preparativos que efectuaba en Tupiza el general Javier López para invadir Tucumán. Sus fuerzas se reducían entonces a unos 30 bolivianos armados y fuerzas catamarqueñas al mando de los hermanos Juan y Celestino Balmaceda.
Heredia invadió Catamarca mientras apostaba tropas en la frontera de su provincia con la de Salta. El 30 de julio de 1835 acusó a Quintana de descuidar intencionalmente el avance de López por la Puna.
Para el momento de ser finalmente sancionado el Estatuto Provisorio para la Dirección y Administración de la Provincia de Jujuy (24 de noviembre), y ser consiguientemente confirmado Quintana como gobernador titular, su suerte estaba echada.
Las ceremonias de toma de posesión y jura del Estatuto no se llegarían a realizar. Instigado por Heredia, el coronel de la independencia Eustaquio Medina, comandante del departamento de Río Negro, encabezó una revolución armada con el apoyo de Pablo Alemán, invadiendo la ciudad en la mañana del 28 de noviembre de 1835 y asumiendo el poder mientras Quintana conseguía fugar.
Medina pudo sostenerse por poco tiempo. Al mando del teniente coronel Miguel Puch, exdiputado de la Sala de Representantes de Jujuy, las milicias provinciales lograron derrocar a Medina y el 18 de enero de 1836 Puch era electo gobernador provisional, manteniéndose en el poder hasta ser derrotado el 21 de marzo de 1836 en el combate de Río Pasaje.
Quintana sería posteriormente diputado por Yavi (1839 a 1840), por Santa Catalina (1849) y por Rinconada (1850 a 1851, 1852). 
Murió el 13 de julio de 1853.
Estaba casado con Modesta de Echevarría y Sánchez de Bustamante. Su hija Rosa de la Quintana y Echevarría casó con Matías Ávila, diputado provincial y uno de los principales hacendados del curato de Rectoral (Valle de Catamarca).
En Tumbaya la tercera hacienda en cuanto a valor era Guajra, propiedad de Modesta Echevarría, su viuda, que había pertenecido a la familia Sánchez de Bustamante. Para 1855 estaba valuada en 3595 pesos bolivianos.
Una calle de San Salvador de Jujuy lleva su nombre.